# Transeius quichua
Transeius quichua är en spindeldjursart som först beskrevs av D. McMurtry och Moraes 1989.  Transeius quichua ingår i släktet Transeius och familjen Phytoseiidae. Inga underarter finns listade i Catalogue of Life.